# رود یوشوت
رود یوشوت (انگلیسی: Yushut) یک رودخانه در ماری ال کشور روسیه است.